# Mark Sullivan (Spezialeffektkünstler)
Mark Sullivan ist ein US-amerikanischer Spezialist für Matte Painting und visuelle Effekte.

## Leben
Mark Sullivan wuchs in Ohio auf und besuchte dort die Columbus High School. Als Teenager weckte der Abenteuerfilm King Kong und die weiße Frau und Ray Harryhausens Film Fantasy Scrapbook sein Interesse am Filmemachen. Er studierte Malerei am Columbus College of Art and Design (CCAD) in Columbus. Noch während seines Studiums begann er mit dem Dreh des 16-mm-Kurzfilms Highrise, den er im Mai 1982 nach zwei Jahren Arbeit für 3.000 US-Dollar abgedreht hatte.
Danach zog Sullivan nach Los Angeles und begann seine Karriere in der Filmbranche Anfang der 1980er Jahre als Matte Painter bei Jim Danforth Effects Associates. Ab etwa 1984 arbeitete er zusammen mit Rocco Gioffre einige Jahre beim Spezialeffektanbieter DreamQuest. Für Filme wie House – Das Horrorhaus, House II – Das Unerwartete, Der Blob und RoboCop 2 arbeitete er an den Stop-Motion-Effekten.
Ende der 1980er Jahre wechselte er zu Industrial Light & Magic (ILM), wo er für Filme wie Indiana Jones und der letzte Kreuzzug, Ghostbusters II, Abyss, The Doors und Backdraft – Männer, die durchs Feuer gehen die Matte Paintings erstellte. Sullivan spezialisierte sich dann zunehmend auf Digital Matte Paintings.
Seine Arbeit als Supervising Matte Artist an Steven Spielbergs Fantasyfilm Hook brachte ihm bei der Oscarverleihung 1992 gemeinsam mit Eric Brevig, Harley Jessup und Michael Lantieri eine Nominierung für den Oscar für die besten visuellen Effekte ein.
Parallel arbeitete Sullivan verstärkt als freischaffender Matte Painter an anderen Projekten und verließ schließlich ILM. Als Berater für Weta Workshop war er an der Entstehung von Peter Jacksons Fantasyfilm Der Herr der Ringe: Die Gefährten beteiligt. Für Svengali Visual Effects arbeitete Sullivan an Filmen wie Apocalypto oder The Forbidden Kingdom.

## Filmografie
- 1982–1983: Frank Buck – Abenteuer in Malaysia (Bring ’Em Back Alive, Fernsehserie, 6 Episoden)
- 1983: Unheimliche Schattenlichter (Twilight Zone: The Movie)
- 1983: Sahara
- 1984: T.V. – Total verrückt (The Ratings Game, Fernsehfilm)
- 1985: Stuff – Ein tödlicher Leckerbissen (The Stuff)
- 1985: D.A.R.Y.L. – Der Außergewöhnliche (D.A.R.Y.L.)
- 1985: Pee-Wee’s irre Abenteuer (Pee-wee’s Big Adventure)
- 1985: House – Das Horrorhaus (House)
- 1986: Quatermain II – Auf der Suche nach der geheimnisvollen Stadt (Allan Quatermain and the Lost City of Gold)
- 1987: Mein teuflischer Liebhaber (My Demon Lover)
- 1987: House II – Das Unerwartete (House II: The Second Story)
- 1987: Ishtar
- 1987: Nadine – Eine kugelsichere Liebe (Nadine)
- 1987: RoboCop
- 1987: Who’s That Girl
- 1987: Schmeiß’ die Mama aus dem Zug! (Throw Momma from the Train)
- 1988: Space Invaders (Killer Klowns from Outer Space)
- 1988: Das Geheimnis der unsichtbaren Stadt (The Night Train to Kathmandu, Fernsehfilm)
- 1988: Der Blob (The Blob)
- 1988: Rain Man
- 1989: The Big Picture
- 1989: Indiana Jones und der letzte Kreuzzug (Indiana Jones and the Last Crusade)
- 1989: Paint It Black – Im Dunkeln der Nacht (Paint It Black)
- 1989: Ghostbusters II
- 1989: Abyss (The Abyss)
- 1990: Catchfire
- 1990: Akira Kurosawas Träume (夢)
- 1990: RoboCop 2
- 1990: Predator 2
- 1991: The Doors
- 1991: Backdraft – Männer, die durchs Feuer gehen (Backdraft)
- 1991: Rocketeer (The Rocketeer)
- 1991: Highway zur Hölle (Highway to Hell)
- 1991: Hook
- 1991: Bugsy
- 1992: Der Tod steht ihr gut (Death Becomes Her)
- 1992: Der Reporter (The Public Eye)
- 1992: Toys
- 1993: Demolition Man
- 1994: Hudsucker – Der große Sprung (The Hudsucker Proxy)
- 1994: Wyatt Earp – Das Leben einer Legende (Wyatt Earp)
- 1995: Nixon
- 1997: Starship Troopers
- 1997: Kundun
- 1998: Pleasantville – Zu schön, um wahr zu sein (Pleasantville)
- 1998: Antz
- 1999: Die Mumie (The Mummy)
- 1999: Star Wars: Episode I – Die dunkle Bedrohung (Star Wars: Episode I – The Phantom Menace)
- 2000: Mission to Mars
- 2001: Die Nebel von Avalon (The Mists of Avalon, Fernsehzweiteiler)
- 2001: Der Herr der Ringe: Die Gefährten (The Lord of the Rings: The Fellowship of the Ring)
- 2002: Star Wars: Episode II – Angriff der Klonkrieger (Star Wars: Episode II – Attack of the Clones)
- 2003: Die Liga der außergewöhnlichen Gentlemen (The League of Extraordinary Gentlemen)
- 2004: Die Passion Christi (The Passion of the Christ)
- 2006: Apocalypto
- 2008: The Forbidden Kingdom
- 2009: The Red Machine
- 2010: The Tourist
- 2012: Lawless – Die Gesetzlosen (Lawless)
- 2015: The Last Witch Hunter
- 2018: The Man Who Killed Hitler and Then the Bigfoot
- 2020: Alien Xmas
- 2021: Shadow and Bone – Legenden der Grisha (Shadow and Bone, Fernsehserie, 8 Episoden)
- 2021: The Green Knight
- 2022–2024: Interview with the Vampire (Fernsehserie, 15 Episoden)

## Nominierungen
- 1990: Nominierung für den BAFTA Award für Achievement in Special Visual Effects für Indiana Jones und der letzte Kreuzzug, gemeinsam mit George Gibbs, Michael J. McAlister und John Ellis[7]
- 1992: Nominierung für den Oscar für die besten visuellen Effekte für Hook, mit Eric Brevig, Harley Jessup und Michael Lantieri[8]